# Власто, Джеймс
Джеймс Со́лон Вла́сто (Дими́триос Со́лон Власто́с) (англ. James Solon Vlasto, греч. Δημήτριος Βλαστός του Σόλωνα); 11 июня 1934, Вашингтон-Хайтс, Манхэттен, Нью-Йорк, США — 19 января 2017, там же) — американский издатель, политический консультант по связям с общественностью и государственный служащий, занимавший высокие федеральные, штатные и городские посты в правительстве города Нью-Йорк. Являлся одним из потомков знатного греческого (фанариотского) рода Властос (греч. Βλαστός). Будучи могущественным и влиятельным на самых высоких уровнях в Восточной Римской империи, дворянское сословие Властос продолжало играть заметную роль в Генуэзской, Венецианской и Османской империях вплоть до катастрофической Хиосской резни 1822 года.

## Ранние годы и семья
Родился в семье Солона Дж. Власто и Тимы Стаматон. Его отец был родом из Афин (Греция), а мать — из Гринвича (Коннектикут).
В 1894 году Солон Дж. Власто (1852—1927), дядя отца Джеймса, основал «Atlantis» — первую успешную ежедневную газету на греческом языке, публиковавшуюся в США. Иммигрировавший в Соединённые Штаты в 1873 году, и ставший в Нью-Йорке успешным предпринимателем в сфере торговли керосином, Солон Власто был президентом второй в Америке и первой в городе Нью-Йорк греческой православной церкви — Собора Святой Троицы, на сегодняшний день являющегося самым большим православным храмом в Западном полушарии и подведомственным Греческой православной архиепископии Америки.
Племянник основателя газеты и отец Джеймса, Солон Дж. Власто, родился в 1903 году в Афинах. В 1918 году он приехал в США и вскоре начал работать рассыльным в «Atlantis», которую впоследствии унаследовал. После закрытия газеты в 1973 году вернулся в Кифисия (район в Афинах), где проживали его родители. Умер 24 августа 1998 года в возрасте 94 лет.
Джеймс имел старшего брата Джорджа С. Власто (1928—2014). Последний был фотожурналистом и также работал в «Atlantis», позже получив степень доктора в Нью-Йоркском университете и став ассистент-профессором нейробиологии и физиологии в Коннектикутском университете в Стамфорде. В 1992 году вышел на пенсию с титулом почётного профессора биологии в отставке и проживал в тауне Кент (Коннектикут), где умер в 3 августа 2014 года в возрасте 86 лет.
Джеймс посещал частную подготовительную школу имени Хакли в Тарритауне, Гринвичскую среднюю школу и колледж свободных искусств при Колумбийском университете.
В 1953—1955 годах, в период после окончания Корейской войны, служил в Армии США в 1-й кавалерийской дивизии на острове Хоккайдо (Япония).

## Карьера

### Журналистика: Газета «Atlantis»
В 1955 году, после двух лет службы в Армии, Власто начал работать в «Atlantis». Сначала он занимался её деловой стороной, позже был репортёром и, наконец, ответственным редактором до ухода в отставку в 1964 году, став сотрудником предвыборного штаба сенатора от штата Нью-Йорк Кеннета Китинга.
Будучи ответственным редактором, Власто нанял Пита Хэмилла в качестве иллюстратора, ставшего впоследствии ведущим автором статей в журнале «Monthly Illustrated Atlantis». Власто, являясь большим поклонником боёв, дал добро на то, чтобы Хэмилл опубликовал в ежемесячном журнале первую статью на английском языке о своём друге, пуэрто-риканском профессиональном боксёре Хосе Торресе, тогда новичке в средней весовой категории и обладателе серебряной олимпийской медали, а позднее чемпионе мира в полутяжёлой весовой категории. В дальнейшем Хэмилл стал журналистом и автором бестселлеров.

### Первые политические кампании
Работая ответственным редактором в «Atlantis», Власто принимал добровольное участие в политических кампаниях. Впервые на этом поприще он занимал должность помощника пресс-секретаря кампании Нельсона О. Рокфеллера, в 1958 году баллотировавшегося от Республиканской партии в губернаторы штата Нью-Йорк. Позже работал в пресс-службе избирательной кампании республиканца Луиса Дж. Лефковица, в 1961 году выдвинувшего свою кандидатуру на пост мэра города Нью-Йорк, а также в кампании по переизбранию сенатора Джейкоба К. Джавица во время выборов в штате Нью-Йорк 1962 года.

### Президентские кампании
Помимо должности директора службы по работе с национальной прессой кандидата от республиканцев Ричарда Никсона во время президентских выборов 1960 года в Нью-Йорке, Власто был советником по связям с общественностью сенатора-демократа Джорджа Макговерна в период президентских выборов 1972 года в Нью-Йорке, а также членом финансового комитета кандидата-демократа Майкла Дукакиса во время президентских выборов 1988 года в Нью-Йорке и советником по связям с общественностью демократа Морриса Юдалла, баллотировавшегося на пост президента на выборах 1976 года.

### Политическое консультирование

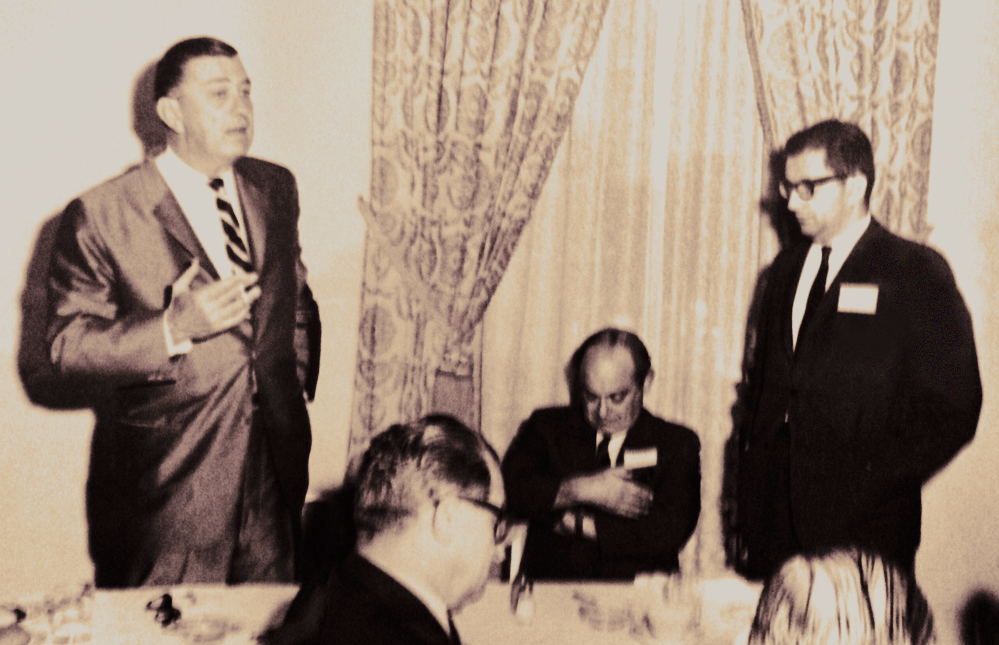
Франклин Д. Рузвельт-младший (слева) и Джеймс С. Власто (1966)

В декабре 1963 года адвокат Эвгениос Россидис, занимавший высокопоставленные посты в администрации Президента США Дуайта Эйзенхауэра, был назначен руководителем кампании по переизбранию действующего сенатора-республиканца от штата Нью-Йорк Кеннета Китинга. Россидис назначил Власто выездным пресс-секретарём.
В 1966 году Франклин Делано Рузвельт-младший нанял Власто для осуществления PR-деятельности в ходе своей избирательной кампании на пост губернатора штата Нью-Йорк от Либеральной партии против действующего республиканца Нельсона О. Рокфеллера. По окончании кампании Рузвельт уехал в Вашингтон, оставив в пользование Власто свой офис в городе Нью-Йорк.
В 1969 году, во время выборов мэра Нью-Йорка, Власто работал пресс-секретарём бывшего президента боро Бронкса Хермана Бадилло в ходе его предвыборной кампании на эту должность. Последний занял третье место в праймериз Демократической партии, уступив Марио Прокаччино и бывшему мэру города Роберту Вагнеру-младшему.
Власто также был представителем (пресс-секретарём) Бадилло во время его избирательной кампании на пост мэра Нью-Йорка, выборы которого проходили в ноябре 1973 года. Тогда в праймериз Демократической партии победу одержал Абрахам Бим. Эту же должность Власто занимал в 2001 году.

### PR-деятельность

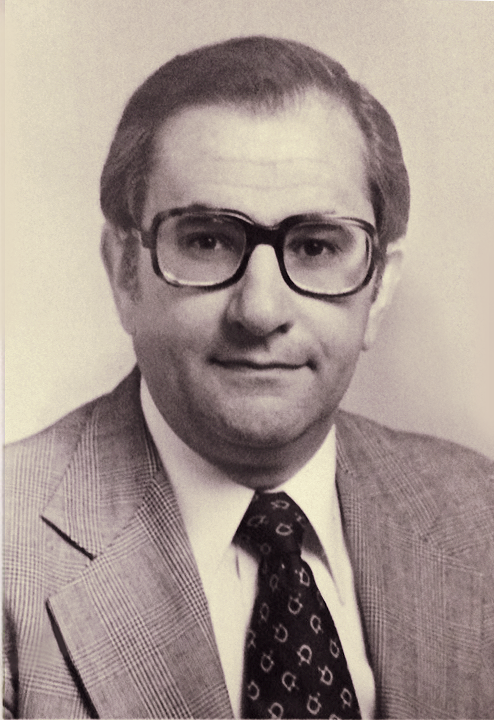
Джеймс С. Власто (1974)

В 1965—1976 годах, основанная Власто фирма по связям с общественностью «James S. Vlasto Associates» в Нью-Йорке, представляла многих кандидатов на занятие ими различных государственных постов.
Власто был пресс-секретарём члена Палаты представителей США от 23-го избирательного округа штата Нью-Йорк Джонатана Брюстера Бингема.
В 1965 году — пресс-секретарь члена Палаты представителей США от штата Нью-Йорк Уильяма Фиттса Райана, кандидата от Демократической партии на пост мэра Нью-Йорка, уступившего в праймериз Абрахаму Биму и Полу Скривейну.
В 1972 году — пресс-секретарь члена Палаты представителей США от 16-го избирательного округа штата Нью-Йорк Элизабет Хольцман, нанёсшей неожиданное поражение председателю юридического комитета Палаты представителей США Эмануилу Целлеру, бывшему на протяжении пятидесяти лет её членом и на тот момент дольше всех находившемуся на этом посту. Хольцман заняла место в Конгрессе в возрасте 31 года, став самой молодой женщиной когда-либо служившей в Палате.
В 1969—1974 годах — пресс-секретарь члена Ассамблеи штата Нью-Йорк Эндрю Штайна.
В 1970 году — директор по коммуникациям (пресс-секретарь) члена Палаты представителей США от 25-го избирательного штата Нью-Йорк Ричарда Оттингера в праймериз Демократической партии во время выборов в Сенат США, конкурентами которого выступали сенатор-республиканец Чарльз Гудэлл и одержавший победу консерватор Джеймс Л. Бакли.
В 1973 году — директор по коммуникациям в избирательной кампании бывшего финансового управляющего города Нью-Йорк Ричарда Льюисона, баллотировавшегося на пост комптроллера (главного финансового инспектора) города Нью-Йорк, будучи в списке кандидатов, возглавляемом членом Сената штата Нью-Йорк республиканцем Джоном Дж. Марчи, который выдвигал свою кандидатуру на пост мэра Нью-Йорка в гонке против Абрахама Бима, одевржавшего победу в этих выборах.

### Архиепископ-президент Кипра Макариос
Эвгениос Россидис, помощник министра финансов США в 1969—1973 годах, посодействовал назначению Власто на должность по осуществлению управления над СМИ в интересах Макариоса III, архиепископа автокефальной Кипрской православной церкви (1950—1977), первого Президента Республики Кипр (1960-1974 и 1974-1977).
Архиепископ Макариос трижды встречался с Государственным секретарём США Генри Киссинджером, в ходе чего они обсуждали политику США на Кипре, причастность Соединённых Штатов к государственному перевороту на острове в 1974 году, осуществлённому Национальной гвардией Кипра, Режим полковников в Греции (1967—1974), а также турецкое вторжение на Кипр и инициативы, которые Макариос хотел чтобы США приняли для вывода турецких оккупационных войск с острова.

### Пресс-секретарь губернатора Хью Кэри

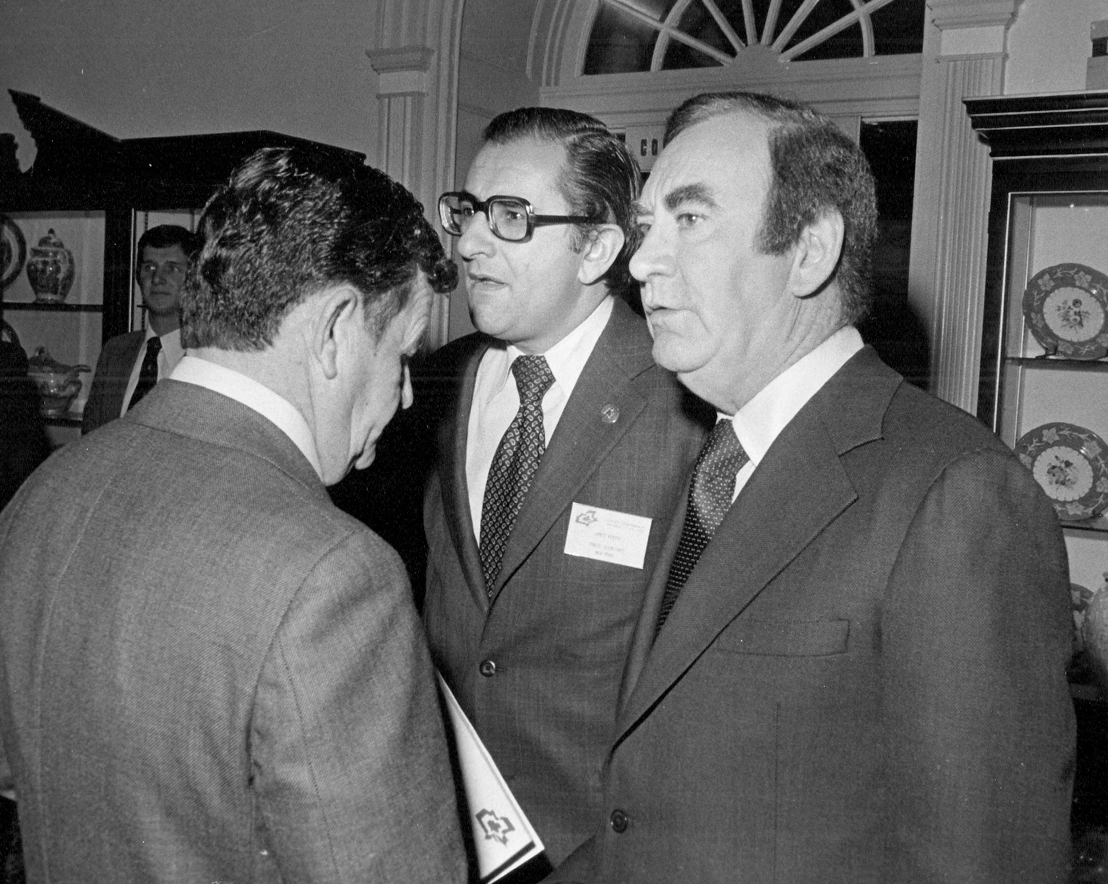
Губернатор штата Нью-Йорк Хью Кэри (справа) со своим пресс-секретарём Джеймсом С. Власто (в центре) (1973)

В 1976—1977 годах Джеймс Власто занимал должность пресс-секретаря губернатора штата Нью-Йорк Хью Кэри, который назначил его по рекомендации исполнительного директора совета по финансовому контролю города Нью-Йорк Стивена Бергера.

### PR-фирма
В 1978—1990 годах руководил PR-фирмой «Vlasto & Co.», которая представляла собой союз различных корпораций и некоммерческих организаций, в том числе «Touche Ross», «Partnership for New York City», а также CEO крупных корпораций, включая Пола Мильштейна, Джерри Финкельштейна и Роберта Дж. Конджела, основателя компании «The Pyramid Companies».
В 1990—1993 годах — пресс-секретарь и исполнительный директор по связям с общественностью канцлера государственных школ города Нью-Йорк Джозефа А. Фернандеса.
В 1995—2001 годах — директор по связям с общественностью в НКО «New Visions for Public Schools», оказывавшей помощь системе государственных школ города Нью-Йорк путём разработки программ и мобилизации денежных средств из частных источников финансирования.
В 2003—2008 годах — директор по связям с общественностью общественного адвоката города Нью-Йорк Бетси Гатбаум.

## Ветераны и Медаль Почёта
В 2008 году Джеймс Власто при поддержке Пола У. Бьюкы, награждённого в 1968 году Медалью Почёта ветерана войны во Вьетнаме, и Мортона Дина, бывшего теле- и радиоведущего CBS и ABC News, создал проект «Мемориальный комитет Гомера Л. Уайза» (является его директором) в целях сбора денежных средств, что позволило установить бронзовую статую мастера-сержанта Второй мировой войны, получателя Медали Почёта Гомера Л. Уайза. Она была открыта 26 мая 2013 года в торжественной обстановке в Парке Ветеранов в городе Стамфорд (Коннектикут). Уайз был другом семьи Власто.
В последние годы жизни был редактором веб-сайта medalofhonornews.com, созданного в дань уважения и почтения кавалеров Медали Почёта — представителей Вооружённых сил США, отличившихся «выдающейся отвагой и бесстрашием, рискуя своей жизнью, выходя далеко за пределы служебного долга во время противостояния врагу Соединённых Штатов».

## Смерть
Умер 19 января 2017 года в одной из больниц квартала Вашингтон-Хайтс (Манхэттен, Нью-Йорк, США) на 82 году жизни от лёгочного фиброза.

## Личная жизнь
Был дважды женат: на Дайэнн Чаппас и Кэрол Оптон. Вторая супруга была советницей губернатора Хью Кэри и самой влиятельной женщиной в его администрации. Обе пережили Власто.
Имел троих детей: дочь Тима Власто — веб-разработчик, писатель и иллюстратор; старший сын Кристофер Дж. Власто — исполнительный продюсер утреннего телешоу «Good Morning America» на канале ABC, обладатель телевизионной премии «Эмми»; младший сын Джош Власто — бывший пресс-секретарь сенатора США от штата Нью-Йорк Чака Шумера и губернатора штата Нью-Йорк Эндрю Куомо, а также глава администрации Куомо.